# Turostowo (Gran Polonia)
Turostowo [pronunciación en polaco: /turɔsˈtɔvɔ/] es un pueblo en el distrito administrativo de Gmina Kiszkowo, dentro del Distrito de Gniezno, Voivodato de Gran Polonia, en el centro-oeste de Polonia. Se encuentra aproximadamente 3 kilómetros al sur de Kiszkowo, 24 kilómetros al oeste de Gniezno, y 30 kilómetros al noreste de la capital regional, Poznań.